# Styringomyia taiwanensis
Styringomyia taiwanensis är en tvåvingeart som beskrevs av Alexander 1930. Styringomyia taiwanensis ingår i släktet Styringomyia och familjen småharkrankar.
Artens utbredningsområde är Taiwan. Inga underarter finns listade i Catalogue of Life.